# Anacroneuria wipukupa
Anacroneuria wipukupa är en bäcksländeart som beskrevs av Baumann och Olson 1984. Anacroneuria wipukupa ingår i släktet Anacroneuria och familjen jättebäcksländor. Inga underarter finns listade i Catalogue of Life.